# Caja de ingletes

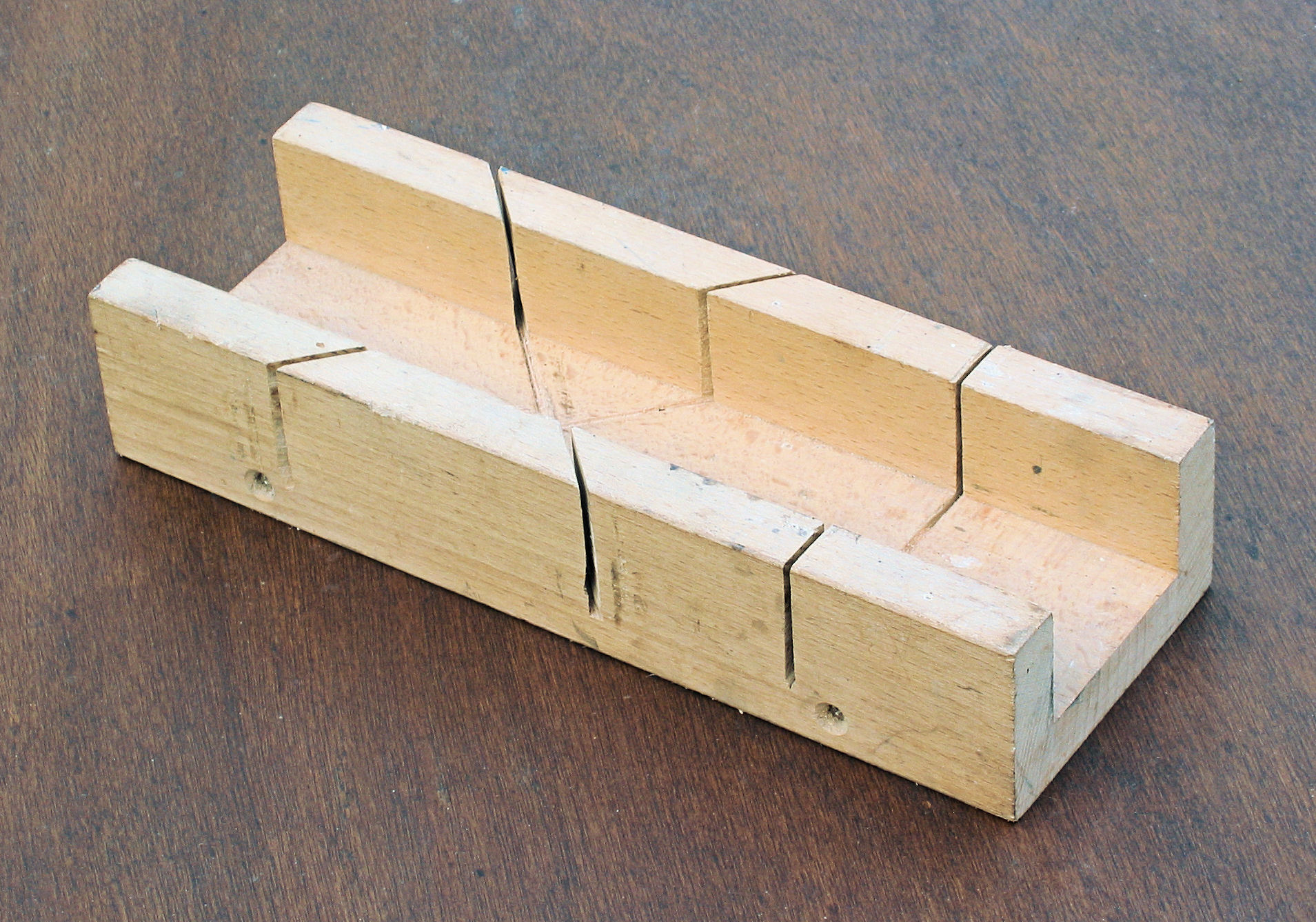
Caja de ingletes de madera.

Una caja de ingletes o ingletadora es una herramienta de carpintería que se usa para guiar un serrucho o serrote y lograr obtener cortes de empalme angular en una tabla.
La forma más común de una caja de ingletes, es la que tiene 3 lados abiertos por arriba y a los extremos. Se fabrica lo suficientemente ancha para acomodar el grosor de las tablas que se vayan a cortar. Lleva ranuras en sus paredes que indican ángulos precisos, generalmente de 45 y 90 grados que sirven como guía de corte.
En el pasado se hacían de madera, algunas con guías metálicas para prevenir el desgaste de las ranuras. Hoy en día se pueden encontrar a la venta en otros materiales, como plástico moldeado y aluminio.
- Datos: Q985062
- Multimedia: Mitre boxes / Q985062